# Комин, Ричард
Ричард Комин (англ. Richard Comyn; умер около 1179) — англо-шотландский аристократ, феодальный барон Тайндейле, юстициарий Лотиана в 1170-е годы. Благодаря браку Ричард получил обширные владения в Тайндейле (Нортамберленд, Англия) и южной Шотландии, ставшие основой для будущего могущества рода Коминов. Кроме того, его жена Гекстильда (Hextilda) приходилась дочерью Беток Шотландской, предполагаемой дочери короля Дональда III; на этом родстве Джон II Комин, потомок Ричарда, обосновывал в 1291 году свои претензии на шотландский трон.

## Происхождение
Уильям происходил из шотландского рода Комин. По традиционной версии, изложенной в «The Scots Peerage» указывается, что Уильям Комин был одним из сыновей фламандца Роберта де Комина, который принимал участие в нормандском завоевании Англии и был назначен в 1068 году ставшим королём Вильгельмом I Завоевателем графом Нортумбрии, но уже в январе 1069 года его убили в Дареме восставшие против нормандцев нортумбрийцы. Однако документально это происхождение не подтверждается. Автором этой версии, по мнению ряда исследователей, была М. Е. Камминг-Брюс, которая выпустила в 1870 году работу «Family records of the Bruces and the Cumyns». Пытаясь проследить происхождение своих предков, она попыталась возвеличить их, дав им подходящее дворянское происхождение без глубокого исследования. В итоге Камминг-Брюс без каких-то на то оснований указала, что у Роберта де Комина было двое сыновей — Уильям и Джон, «погибший после 1135 года во время войны короля Стефана с королевой-императрицей Мод», а сыном последнего указала Ричарда Комина, в самого Роберта указала потомком франкского императора Карла Великого. Историк Джон Гораций Раунд, который в своей работе «The Origins of the Comyns» рассматривал происхождение рода Комин, отверг предложенную Камминг-Брюс генеалогию, указав на фактические ошибки, а также на отсутствие источников для таких выводов. По его мнению, человека по имени Джон Комин никогда не существовала. Эти выводы поддержал и другой историк, Алан Янг.
Алан Янг предполагает, что прозвание «Комин», скорее всего, в отличие от Брюсов, Баллиолов и Морвилей не связано с какой-то территорией. В настоящее время считается, что шотландские Комины родственники ряда семей нормандских клерков, которые имели связи с кафедральными городами Байё и Руан. Несколько представителей рода Коминов упоминаются в канцеляриях английских королей Генриха I и Генриха II. В частности, из подобной семьи происходил Джон Комин — видный администратор Генриха II, ставший в 1181 году архиепископом Дублина.
В отличие от представителей ряда других англонормандских родов вроде Брюсов и Морвилей, ставших во время правления Давида I «новой аристократией» в Шотландском королевстве, Комины не владели крупными поместьями в Нормандии или Северной Франции. Поэтому, опираясь на своё положение при дворе шотландского короля, Уильям стремился обеспечить светское состояние своей семьи, что позволило ей закрепиться в Шотландском королевстве. Уже к 1140 году при дворе Давида I обосновались двое его племянников (братья Ричарда), однако имя их отца ни в каких источниках не упоминается.

## Биография
Возвышением Ричард, судя по всему, обязан своему дяде, Уолтеру Комину. Хотя его попытки в 1141—1144 годах узурпировать должность епископа Дарема были неудачными, причём двое братьев Ричарда, Уильям и Осберт, погибли в 1144 году, но в качестве договорённости об отказе Уолтера от претензий на Дарем Ричарду Комину был передан замок Аллертон. Позже он ещё и женился на Гекстильде Тайнделской. Позже потомок Ричарда, Джон II Комин, который претендовал в 1291 году на шотландский трон, обосновывал свои претензии тем, что Гекстильды считалась дочерью Беток Шотландской, дочери короля Дональда III, и Утреда, лорда Тайндейла. Брак с Гекстильдой принёс Ричарду поместья Уолвик, Торнтон, Стейнкрофт и Хеншоу в Тайндейле на юго-западе Нортумберленда, а также землями в Роксбургшире и Пиблшире (Южная Шотландия). К 1160 году он также был крупным покровителем монастыря Хэксем и аббатств Риво, Келсо и Холируд. Эти земли стали основой для будущего возвышения Коминов.
В 1170-х годах (не позже 1173 года) Ричард был назначен юстициарием Лотиана. В этот период Комин часто часто бывал при королевском дворе; он заверил минимум 33 хартии короля Вильгельма I Льва. Также во время восстания сыновей Генриха II Английского Ричард участвовал в походе шотландской армии в Северную Англию и вместе с королём в 1174 году попал в плен во время битвы при Алнике. В декабре он был назначен одним из заложников соблюдения Вильгельмом I Львом условий Фалезского договора.
Умер Ричард около 1179 года. Поскольку его старший сын умер ещё при жизни отца, то наследником владений стал второй сын, Уильям.

## Брак и дети
Жена: с 1144/1150 Гекстильда Тайнделская, возможно, дочь Утреда, лорда Тайндейла, и Беток Шотландской. Дети:
- Джон Комин (умер до 1159)[7][12].
- Уильям Комин (умер в 1233), граф Бьюкен (по праву жены) не ранее 1210 года[7].
- Одинел Комин (умер после 1166)[7].
- Саймон Комин (умер после 1166)[7].
- (?) Роберт Комин[7].
- (?) Идонея Комин; муж: Адам[7].

После смерти мужа Гексильда вышла замуж вторично — за Малькольма, мормэра (графа) Атолла.